# Willem van Otterloo

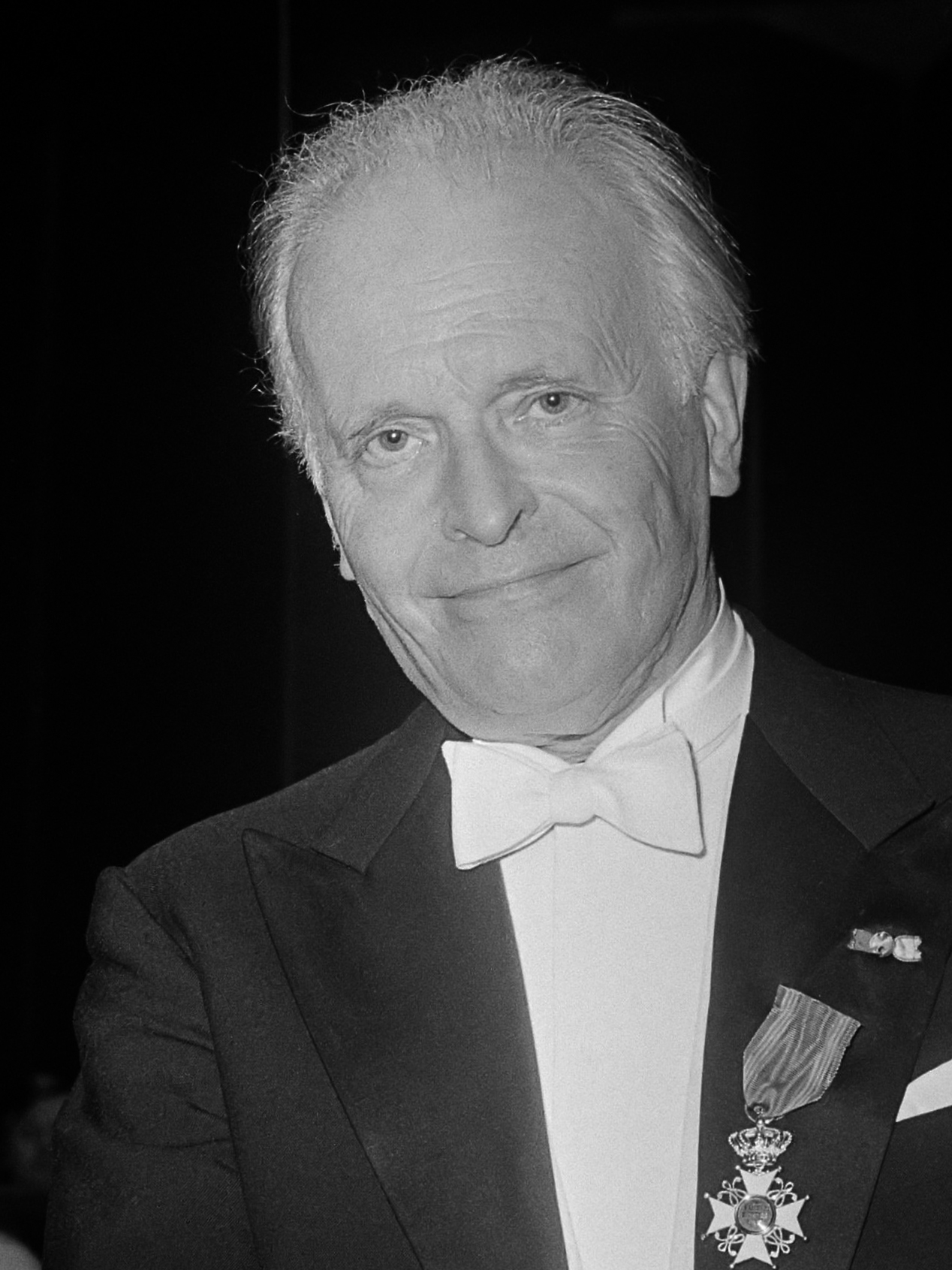
Willem van Otterloo, 1973.

Jan Willem van Otterloo, född den 27 december 1907 i Winterswijk, Nederländerna, död den 27 juli 1978 i Melbourne, Australien, var en holländsk dirigent, cellist och kompositör.

## Biografi
Van Otterloo var son till William Frederik van Otterloo, en järnvägsinspektör, och hans hustru Anna Catharina van Otterloo. Han började studera medicin vid universitetet i Utrecht, men bytte till studera cellospelning  och komposition på konservatoriet i Amsterdam. Medan han spelade som cellist i Utrecht Stedelijk Orkest, vann han ett kompositörspris från Concertgebouw Orchestra för sin Suite nr 3, som han presenterade i sin debut som dirigent 1932 med samma orkester. Han hade denna plats vid Utrecht Stedelijk Orkest, fram till att han utnämndes till chefsdirigent för Residentie Orkest i Haag (1949-1973).
Van Otterloo tillbringade sina sista elva år i Australien. Från 1967 till 1970 var han chefsdirigent för Melbourne Symphony Orchestra och 1971 utsågs han till chefsdirigent för Sydney Symphony Orchestra, där han stannade resten av sitt liv.
Särskilt uppskattad för sina framträdanden med 1800- och 1900-talens musik, gjorde han ett flertal kommersiella inspelningar, mest för Philips Records, med Residentie Orkest, Concertgebouworkest, Berlin Philharmonic, Wiener Philharmoniker, Wien Symphony, Orchestre Lamoureux och (om än mycket sällsynta tillfällen) med Sydney Symphony.
Van Otterloo dog i Melbourne förorten East St Kilda 1978 av skadorna efter en bilolycka. Bland hans kända elever finns bl. a. Graham George och Miroslav Miletić.

## Kompositioner i urval
- 1924: Stråkkvartett
- 1929-30: Tre visor
- 1930: Stråktrio
- 1930: Passacaglia för stråkorkester
- 1931: Suite nr. 1 för stråkorkester (Fem skisser, ändrad 1941 som Fyra stycken)
- 1931: Suite nr. 2 för symfoniorkester
- 1931: Suite nr. 3 för symfoniorkest
- 1934-35: Symfonie, tillägnad Willem Mengelberg
- 1937: Introductie en Allegro, tillägnad Eduard van Beinum (ändrad 1942)
- 1943: Symphonietta för blåsare
- 1943: Prelude, dans en epiloog för klarinet en stråkorkester
- 1945-46: Symfonie nr. 2 (oavslutad: premiär av den färdiga versionen, som gjorts av Otto Ketting, den 5 april 2013 i Utrecht)

## Diskografi
- Willem Van Otterloo and Residentie Orkest: The Original Recordings 1950–1960. 13 CDs. Challenge Classics, CC 72142